# Pselliophora chrysophila
Pselliophora chrysophila är en tvåvingeart som först beskrevs av Walker 1856.  Pselliophora chrysophila ingår i släktet Pselliophora och familjen storharkrankar. Inga underarter finns listade i Catalogue of Life.